# Terah
Terah (másként Tháré, Táré, Terach, Terakh; héberül תֶּרַח / תָּרַח, Teraḥ / Táraḥ; jelentése kőszáli kecske, vadkecske vagy vándor, vándorló) volt Ábrahám atyja a Héber Bibliában mind a négy ábrahámi vallásban (a judaizmusban, a kereszténységben, az iszlámban és a Bahá’í vallásban).

## Terah a Bibliában
A Teremtés könyve leírja Terah családfáját. Eszerint Terah apja Nákhor volt, aki Sérug, Réu, Péleg, Héber, Séláh, Arpaksád, Sém és Noé leszármazottja volt.
Mózes első könyve leírja azt is, hogy Terahnak három fiúgyermeke született: Ábrám (később Ábrahám), Nákhor és Hárán. A későbbiekben derül fény arra, hogy Sára, Ábrám majdani felesége is Terah gyermeke. A Teremtés könyvében maga Ábrahám jegyzi meg, hogy Sára tulajdonképpen saját féltestvére, Terah egy másik asszonyától származik. A Biblia úgy írja, hogy Terah valahol Babilon földjén élhetett a khaldeus Ur városában. Ebben a városban halt meg Hárán nevű gyermeke, aki így apjára hagyja Lót nevű fiát. Miután Nákhor feltehetőleg egy Harrán nevű vidéken telepedett le családjával együtt, Terah úgy döntött, hogy Ábrahámmal, feltételezhetően legkisebb fiával és unokájával, Lóttal tart, amikor az Úr parancsára elhagyta Ur városát. Eredetileg az ígéret földjére, Kánaánba tartottak, de előbb Harránban megpihentek. Terah 145 éves volt, amikor Ábrám úgy döntött, hogy folytatja útját Kánaán felé. Terah azonban nem tartott vele, és Harránban maradt egészen haláláig. A Biblia szerint 205 éves volt, amikor meghalt. Józsué könyve azt is megemlíti, hogy Tháré pogány isteneket tisztelt.

## Terah a zsidó hagyományokban
A Midrás szerint Terah romlott személyiség volt. Az Ószövetség rabbinikus értelmezései szerint (Hijja rabbi) Terah bálványokat készített saját boltja számára, és azok eladásából tartotta el családját. A zsidó hagyományok szerint egy napon Terah elment hazulról, és Ábrámra bízta a boltot. Hamarosan egy nő tévedt be a bálványokat kínáló boltba egy tál liszttel, és arra kérte Ábrámot, hogy áldozza fel azt a bálványok előtt. Táré gyermeke azonban egy botot ragadott, és összetörte a szobrokat, majd a botot a legnagyobb bálvány kezébe rakta. Amikor Terah hazaért kérdőre vonta fiát. Ábrám azt felelte, hogy a bálványok egymásra rontottak, és a legnagyobb összetörte a többit a bottal. Terah kiabálni kezdett fiával, és a következőket mondta: "Gúnyolódsz velem? Hát van ezeknek bármilyen tudásuk?". Erre a gyermek Ábrám azt felelte, hogy "Hallgasd csak miket mondasz!". Terah felismerte, hogy dühében ő is elismerte, hogy a bálványok nem egyebek, mint szobrok, és ettől még nagyobb haragra gerjedt. Megragadta gyermekét, és Nimród király elé vitte, hogy az ítéletet mondjon felette. A Zóhár szerint Nimród máglya-halálra ítélte Ábrámot és Hágárt is, akik színe előtt sem voltak hajlandók meghajolni egy bálvány előtt. Hágárnak nem volt erős hite az Úrban, ezért ő halálát lelte a máglyán, de Ábrám életét megmentette. A csodás esemény után Terah megbánta bűneit. (Zohár, Beresit 1:77b) Feltehetően ennek köszönhető, hogy később Abba b. Kahana rabbi azt írja, hogy az Úr megüzente Ábrahámnak, hogy apjának is helye lesz az ő országában.

## Terah az iszlámban
A Korán Ábrahámra Ibráhim néven több ízben is utal. Az iszlám szent könyvében Ibráhim apját nem lehet egyértelműen meghatározni. Több Korán-kutató úgy tartja, hogy Ibráhim apját Thariknak nevezték, amely összhangban áll az ótestamentumi Terah nevével. Azonban a Korán írása ezt egyáltalán nem erősíti meg. Ibrahim apját a hatodik szúra említi meg:
"És emlékezz arra, amikor Ábrahám azt mondta apjának, Ezerának: Vajon bálványokat veszel istenek gyanánt? Úgy látom, hogy te és a néped nyilvánvaló tévelygésben vagytok."
A fenti idézet egyértelműen azt mutatja, hogy Ibráhim apját az iszlám Ezera néven ismeri. Az arab nyelv sajátosságai miatt azonban ez sem teljesen egyértelmű. Az eredeti szöveg az apa szó helyén az ab arab szót használja, amely nem feltétlenül jelent biológiai apát. A Korán a későbbiekben Ismáelre vonatkozólag is ezt a szót használja Jákobbal kapcsolatban. Ebben az értelemben az ab szó jelentése egyértelműen Jákob nagybátyjára utal. Az a feltevés, miszerint Ibráhim édesapja Ezera, különösen a szunnita irányzat körében elterjedt. A fentiek alapján Terah iszlám megfelelője tehát vitatható. 

Az viszont egyértelmű, hogy Ezerán keresztül a Korán ugyanazt a történetet meséli el, mint amelyet a zsidó hagyományok is megörökítettek. Ezek szerint Ibráhim apja, vagy nagybátyja bálványokkal kereskedett, amelyeket Ibráhim megtagadott.